# البنك المركزي اليمني
تأسس البنك المركزي اليمني في الشمال عام 1971، وتأسس مصرف اليمن في الجنوب عام 1972، وفي 22 مايو 1990 أعلنت الوحدة بين جمهورية اليمن الديمقراطية الشعبية والجمهورية العربية اليمنية، وتم دمج مصرف اليمن والبنك المركزي وإنشاء البنك المركزي اليمني، ومقره صنعاء.
صدر قرار جمهوري رقم (119) للعام 2016 بشأن إعادة تشكيل مجلس إدارة البنك المركزي اليمني ونقل مقره الرئيسي إلى العاصمة المؤقتة عدن.

## نبذة
لم ينشئ مصرف مركزي بالمعنى الصحيح في الجمهورية العربية اليمنية إلّا في عام 1971 وإن كان قد أنشئ قبل ذلك ما يسمى بلجنة النقد اليمنية كتمهيد لقيام البنك المركزي اليمني. صدر بإنشاء البنك المركزي اليمني القرار الجمهوري بالقانون (4) لسنة 1970م حيث نص المادة 3:1 على أن يؤسس مصرف يسمى البنك المركزي اليمني للقيام بالأعمال المنصوص عليها في هذا القانون.
في المادة 4-1 ان أهم اختصاصات البنك المركزي هي ممارسة صلاحيات البنوك المركزية وقد حدد رأس مال البنك المركزي اليمني المصرح بعشرة ملايين ريال ويحدد رأس المال المدفوع بقرار من (مجلس الإدارة) يوافق عليه الوزير (وزير المالية) كما أن الفقرة الثالثة من المادة الرابعة التي ذكرنا فقرتيها الأولى والثانية أعلاه نصت على أن الحكومة تمتلك وحدها رأس مال البنك المركزي كاملاً.
| اقتصاد اليمن         |
| سياحة                |
| تعدين                |
| زراعة - سدود         |
| البنك المركزي اليمني |
| النفط                |
| قائمة مطارات اليمن   |
| الضرائب              |
| مواضيع يمنية         |
| ثقافة - جغرافيا      |
| تاريخ - مجتمع        |

ترجع أهمية البنوك المركزية إلى اهتمام الحكومات المختلفة بنمو المعاملات المصرفية والتجارية وضرورة تحكم في حجم الائتمان الذي تقوم به البنوك المختلفة في الدولة.
وتنشأ به جميع البنوك المركزية في مختلف الدول فيما تقوم به من وظائف وإن كانت هناك بعض الفروق فهي ليست في الأساس ذاتها وإنما في الطريقة التي تتبعها هذه البنوك من أجل تحقيق أهدافها في مجتمع اقتصادي تختلف ظروفه عن المجتمع الاقتصادي في دولة أخرى وليس هدفه الربح كما هو بالنسبة لغيرة من البنوك ولا بد من أن يخضع البنك المركزي للسياسة العامة للدولة.
ويمكن إيضاح الوظائف التي يؤديها البنك المركزي في الآتي:
1. إصدار وتنظيم العملة داخل الدولة.
2. تأدية الخدمات المصرفية للدولة.
3. المحافظة على الاحتياطي النقدي للبنوك في النظام المصرفي.
4. إعادة خصم الأوراق المالية والتجارية لتمويل البنوك الأخرى.
5. القيام بأعمال المقاصة بين البنوك وبعضها.
6. التحكم في حجم الائتمان بتنفيذ السياسة النقدية.

المساهمة في أعمال التخطيط الاقتصادي وفيما يلي نقوم بمناقشة بعض الوظائف.
أولاً: إصدار وتنظيم العملة:
لعل الدافع إلى توكيل عملية إصدار النقود إلى البنوك المركزية بدلاً من أن تحتفظ الدولة لنفسها بحق الإصدار هو خشية الدولة من إفراطها لإصدار العملة لخدمة أغراض الميزانية دون النشاط الاقتصادي عموماً مما يؤدي إلى تدهور قيمة العملة وانعدام الثقة بها.
ثانياً: تأدية الخدمات المصرفية للدولة:
يرى البعض ضرورة استقلال البنك المركزي عن الحكومة وعدم خضوعها لإشرافها ويرجع ذلك انه في إمكان الحكومة للتأثير على نشاط المصرف لخدمة أغراض الحكومة. كما يرى البعض الآخر ان في تمتع الحكومة بالإشراف على البنك المركزي ضرورة حتمية حيث أنه لا فرق بين الحكومة والبنك المركزي في حرص كل منهما على المصلحة العامة.
ثالثاً: الرقابة على الائتمان:
وظيفة مراقبة الائتمان يقصد بها تحكم البنك المركزي في حجم كمية النقود المصرفية التي تستطيع البنوك التجارية ان تخلقها. أسلحة البنك المركزي في مراقبة حجم الائتمان هي:
- تغيير سعر إعادة الخصم:

فإذا أراد البنك المركزي أن يوسع حجم الائتمان فإنه يخفض سعر الخصم وإذا أراد الانكماش في حجم الائتمان فإنه يرفع سعر الخصم للأوراق التجارية.
- عمليات السوق المفتوحة:

فإذا أراد البنك المركزي أن يوسع حجم الائتمان فإنه يدخل سوق الأوراق المالية مشترياً لها وإذا أراد انكماش في حجم الائتمان فإنه يدخل سوق الأوراق المالية بائعاً.
- تغيير نسبة الاحتياطي النقدي:

تلتزم البنوك التجارية بالاحتياط بنسبة معينة من النقود لدى البنك المركزي فإذا كانت سياسة البنك المركزي توسيع حجم الائتمان فإنه يخفض نسبة الاحتياطي النقدي للبنوك التجارية لديها وإذا أراد انكماشاً في حجم الائتمان يرفع نسبة الاحتياطي النقدي للبنوك التجارية لديه.
- التأثير أو الإغراء الأدبي:

بما أنه مصرف المصارف والمقرض التخير وتحتفظ البنوك التجارية لديه بالاحتياطات فله أن يطلب من البنوك التجارية اتباع سياسة تتفق والصالح العام للدولة.
رابعاً: القيام بأعمال المقايضة بين البنوك وبعضها البعض:
حيث إن المصرف يقوم بالاحتفاظ بالأرصدة النقدية للبنوك التجارية فإنه كان في إمكان البنك المركزي أن يقوم بتسوية فروق الحسابات بين هذه البنوك وبعضها البعض عن طريق استعمال الأرصدة الدائنة لهذه البنوك.

## المحافظون
في 2016 صدر قرار جمهوري رقم (119) بشأن إعادة تشكيل مجلس إدارة المصرف المركزي اليمني ونقل مقره الرئيسي إلى العاصمة المؤقتة عدن.
| المحافظ                 | من             | إلى            | المركز |
| ----------------------- | -------------- | -------------- | ------ |
| عبد العزيز عبد الغني    | 1971           | 1975           | صنعاء  |
| عبد الله السنباني       | 1975           | 1978           | صنعاء  |
| محمد أحمد الجنيد        | 1985           | 1994           | صنعاء  |
| علوي صالح السلامي       | 1994           | 1997           | صنعاء  |
| أحمد عبد الرحمن السماوي | 1997           | 2010           | صنعاء  |
| محمد عوض بن همام        | 2010           | 18 سبتمبر 2016 | صنعاء  |
| منصر القعيطي            | 18 سبتمبر 2016 | 11 فبراير 2018 | صنعاء  |
| محمد منصور زمام         | 11 فبراير 2018 | 20 مارس 2019   | عدن    |
| حافظ معياد              | 20 مارس 2019   | 19 سبتمبر 2019 | عدن    |
| أحمد عبيد الفضلي        | 19 سبتمبر 2019 | 6 ديسمبر 2021  | عدن    |
| أحمد أحمد المعبقي       | 6 ديسمبر 2021  | حتى الآن       | عدن    |

## وصلات خارجية
- البنك المركزي اليمني